# Associação Maringaense de Voleibol 2022-2023
Questa voce raccoglie le informazioni riguardanti l'Associação Maringaense de Voleibol nella stagione 2022-2023.

## Stagione
L'Associação Maringaense de Voleibol utilizza la denominazione sponsorizzata Unilife Maringá nella stagione 2022-23.
Partecipa alla Superliga Série A per la seconda volta, classificandosi al nono posto.
In ambito locale si aggiudica per la sesta volta il Campionato Paranaense.

## Organigramma societario
Area direttiva
- Presidente: Leonardo Valente

Area tecnica
- Allenatore: Aldori Gaudencio
- Assistente allenatore: Vinícius Silva
- Preparatore atletico: Luan Ferreira

Area sanitaria
- Fisioterapista: Leonardo Silva

## Rosa
| N° | Nome               | Ruolo | Data di nascita  | Nazionalità sportiva |
| -- | ------------------ | ----- | ---------------- | -------------------- |
| 1  | Francine Tomazoni  | P     | 5 novembre 1991  | Brasile              |
| 2  | Natália Danielski  | S     | 5 dicembre 1999  | Brasile              |
| 3  | Taíse Martins      | S     | 15 aprile 2002   | Brasile              |
| 4  | Jussara da Silva   | C     | 14 giugno 1996   | Brasile              |
| 5  | Laiza Ferreira     | O     | 18 febbraio 1996 | Brasile              |
| 6  | Anielly dos Santos | L     | 5 marzo 2005     | Brasile              |
| 7  | Sabrina de Paula   | S     | 13 agosto 2004   | Brasile              |
| 8  | Franciane Richter  | O     | 12 ottobre 1997  | Brasile              |
| 9  | Nandyala Santos    | C     | 1º ottobre 1993  | Brasile              |
| 10 | Nelmaira Váldez    | S     | 22 aprile 1992   | Venezuela            |
| 11 | Laura Machado      | P     | 18 aprile 2000   | Brasile              |
| 12 | Jesica Libardi     | L     | 28 novembre 2003 | Brasile              |
| 13 | Francynne Jacintho | C     | 16 luglio 1992   | Brasile              |
| 14 | Tifany Nascimento  | L     | 24 marzo 1999    | Brasile              |
| 15 | Tanielly Storch    | S     | 12 maggio 1984   | Brasile              |
| 16 | Karoline Tormena   | S     | 21 marzo 1996    | Brasile              |
| 18 | Brenda Menezes     | C     | 13 maggio 2005   | Brasile              |
| 20 | Juliana Toro       | L     | 29 gennaio 1995  | Colombia             |
| 21 | Hellen de Menezes  | C     | 2 dicembre 1991  | Brasile              |

## Statistiche

### Statistiche di squadra
| Competizione      | Punti | In casa | In casa | In casa | In trasferta | In trasferta | In trasferta | Totale | Totale | Totale |
| Competizione      | Punti | G       | V       | P       | G            | V            | P            | G      | V      | P      |
| ----------------- | ----- | ------- | ------- | ------- | ------------ | ------------ | ------------ | ------ | ------ | ------ |
| Superliga Série A | 23    | 11      | 4       | 7       | 11           | 3            | 8            | 22     | 7      | 15     |
| Totale            | -     | 11      | 4       | 7       | 11           | 3            | 8            | 22     | 7      | 15     |

### Statistiche dei giocatori
| Giocatrice    | Superliga Série A | Superliga Série A | Superliga Série A | Superliga Série A | Superliga Série A | Totale | Totale | Totale | Totale | Totale |
| Giocatrice    | P                 | PT                | AV                | MV                | BV                | P      | PT     | AV     | MV     | BV     |
| ------------- | ----------------- | ----------------- | ----------------- | ----------------- | ----------------- | ------ | ------ | ------ | ------ | ------ |
| N. Danielski  | 22                | 142               | 124               | 10                | 8                 | 22     | 142    | 124    | 10     | 8      |
| J. da Silva   | 22                | 271               | 192               | 66                | 13                | 22     | 271    | 192    | 66     | 13     |
| H. de Menezes | 1                 | 3                 | 3                 | 0                 | 0                 | 1      | 3      | 3      | 0      | 0      |
| S. de Paula   | 13                | 7                 | 6                 | 1                 | 0                 | 13     | 7      | 6      | 1      | 0      |
| A. dos Santos | 0                 | 0                 | 0                 | 0                 | 0                 | 0      | 0      | 0      | 0      | 0      |
| L. Ferreira   | 22                | 302               | 266               | 33                | 3                 | 22     | 302    | 266    | 33     | 3      |
| F. Jacintho   | 20                | 129               | 83                | 32                | 14                | 20     | 129    | 83     | 32     | 14     |
| J. Libardi    | 2                 | 0                 | 0                 | 0                 | 0                 | 2      | 0      | 0      | 0      | 0      |
| L. Machado    | 21                | 4                 | 0                 | 0                 | 4                 | 21     | 4      | 0      | 0      | 4      |
| T. Martins    | 0                 | 0                 | 0                 | 0                 | 0                 | 0      | 0      | 0      | 0      | 0      |
| B. Menezes    | 0                 | 0                 | 0                 | 0                 | 0                 | 0      | 0      | 0      | 0      | 0      |
| T. Nascimento | 16                | 0                 | 0                 | 0                 | 0                 | 16     | 0      | 0      | 0      | 0      |
| F. Richter    | 8                 | 27                | 25                | 0                 | 2                 | 8      | 27     | 25     | 0      | 2      |
| N. Santos     | 6                 | 21                | 15                | 5                 | 1                 | 6      | 21     | 15     | 5      | 1      |
| T. Storch     | 5                 | 1                 | 0                 | 0                 | 1                 | 5      | 1      | 0      | 0      | 1      |
| F. Tomazoni   | 22                | 52                | 22                | 14                | 16                | 22     | 52     | 22     | 14     | 16     |
| K. Tormena    | 17                | 109               | 85                | 16                | 8                 | 17     | 109    | 85     | 16     | 8      |
| J. Toro       | 15                | 0                 | 0                 | 0                 | 0                 | 15     | 0      | 0      | 0      | 0      |
| N. Váldez     | 22                | 281               | 239               | 32                | 10                | 22     | 281    | 239    | 32     | 10     |

P = presenze; PT = punti totali; AV = attacchi vincenti; MV = muri vincenti; BV = battute vincenti